# Первомайское (Новоазовский район)
Первомайское (укр. Первомайське) — село на Украине, находится в Новоазовском районе  Донецкой области. Под контролем самопровозглашённой Донецкой Народной Республики.

## География
В Донецкой области находится ещё 6 одноимённых населённых пунктов, в том числе 2 в соседнем Тельмановском районе —  село Первомайское к востоку от Тельманова, село Первомайское к западу от Мичурина.

#### Соседние населённые пункты по странам света
С: Приморское, Луково, Запорожец
СЗ: Таврическое, Набережное
СВ: Дерсово, Свободное
З: Сосновское, Украинское
В: Чумак
ЮЗ: Октябрь, Куликово
ЮВ: Казацкое, Шевченко, Порохня
Ю: Красноармейское

## Происхождение названия
Село было названо в честь праздника весны и труда Первомая, отмечаемого в различных странах 1 мая; в СССР он назывался Международным днём солидарности трудящихся.
На территории Украинской ССР имелись 50 населённых населённых пунктов с названием Першотравневое и 27 — с названием Первомайское.
В Донецкой области в границах 2014 г. находятся семь одноимённых населённых пунктов, в том числе два - в Тельмановском районе: село Первомайское к востоку от Тельманова, село Первомайское к западу от Мичурина; сёла Первомайское в Добропольском районе; Первомайское в Никольском районе; Первомайское в Новоазовском районе; Первомайское в Ясиноватском районе; посёлок Первомайское Снежнянского городского совета.

## Население
Население по переписи 2001 года составляло 177 человек.

## Общие сведения
Код КОАТУУ — 1423685503. Почтовый индекс — 87643. Телефонный код — 6296.

## Адрес местного совета
87643, Донецкая область, Новоазовский район, с. Приморское, ул. Советская, 5